# レーザ切断
レーザ切断（レーザせつだん、英語: Laser cutting）とは、レーザーのエネルギーによって溶融、切断する加工法の総称。板金加工などにおいて、狭い溝幅の高精度な切断を可能とする技術。

## 概要

### 原理
レーザ発振器から反射鏡などを用いて伝送されてきたレーザーをコンピュータ数値制御で二次元座標上を移動して集光レンズで細く絞って素材に照射することで局部的に溶融させ、レーザーと同軸に配置したノズルからアシストガスを噴き付けて、溶融物を噴き飛ばし、切断する。金属はもちろん、セラミックス、樹脂、複合材の切断も行うことができる。また、切断カーフ(切断しろ)が小さいので、精度の良い切断が可能である。シールドガスは不活性ガスのヘリウムやアルゴン、窒素などがよく用いられる。

### 特長
レーザーを用いた切断加工（穴あけ加工）は先進国を中心とした産業界で最も早くから取り入れられ、板金材の切断用として広く定着したレーザー加工法のひとつ。近年、より厚い板の切断の普及や高速化が進み、レーザー切断の加工範囲は更に広がっている。他のどの切断加工方法よりも、広範な種類の材料を自由な形に、高速・高精度で切断加工できることと、美しい仕上がりの実現できることで、幅広い産業で取り入れられている。以前はYAGレーザやCO2レーザが主流だったが、ファイバーレーザーや高出力半導体レーザーの割合も増えつつある。特に半導体レーザーでは鏡や光ファイバーによる導光のための光学系が不要でレーザー発振器をプロッタ上に設置できるため大幅に簡素化できるため2010年代後半から普及が進みつつある。また導入時の費用も2015年頃までは安い機種でも1台10万円以上していたが、2020年現在では個人のDIY等を対象とした5万円以下の機種も徐々に増えつつある。
産業技術総合研究所はレーザ切断の特長を以下のように示している。
- 熱影響が少なく、熱変形が極めて小さく切断精度が向上する。変形し易い薄板の精密切断はもってこいの分野と言える。
- レーザの照射によって溶けた部分だけを除去するため、切断幅がレーザの集光径とほぼ同じ微小な幅で切断できる。
- 高パワー密度ビームを照射する加工のため、溶融および溶融金属の除去が迅速で、従来の切断法に比べて切断速度が速い。
- 非接触加工なので、歯の交換などは存在せず、レンズやミラー等の消耗部の劣化による交換頻度は接触除去加工に比べて低い。
- 切断部の酸化が少ない。特に無酸化切断を行えば、そのまま実用されても、性能劣化は生じないことが確認されている。つまり、切断後の仕上げ加工は省略可能である。
- 薄板の切断にはパルスタイプのYAGレーザ切断、厚板には連続タイプのCO2レーザ切断の使い分けが一般的であるが、レーザの使い分けによって多様な板種・板厚の切断加工に応用可能である。